# Hosidi Geta
Hosidi Geta (en llatí: Hosidius Geta) va ser un escriptor romà de tragèdies que va escriure una tragèdia anomenada Medea en 462 versos amb diàlegs en hexàmetres dactílics, les porcions corals en diàmetres anapèstics i el conjunt del principi al final és un centó Virgilià.
Només és conegut per un passatge de Tertul·lià: "Vides hodie ex Virgilio fabulam in totum aliam componi, materia secundum versus, versibus secundum materiam concinnatis. Denique Hosidius Geta Medeam tragoediam ex Virgilio plenissime exsuxit". Encara que aquestes paraules no justifiquen que Tertul·lià i Geta fossin contemporanis, sembla molt probable. Hosidi Geta no era segurament, com afirmen alguns autors, el mateix personatge que Gneu Hosidi Geta pretor, amb l'emperador Claudi, a Mauritània i Britànnia, mencionat per Dió Cassi, del qual, per una inscripció se sap que va ser cònsol sufecte l'any 49.